# Marsoulas
Marsoulas (em occitano:  Marsolàs ou Marçolàs) é uma comuna francesa na região administrativa da Occitânia, no departamento do Alto Garona. Estende-se por uma área de 2.4 km², com 124 habitantes, segundo o censo de 2018, com uma densidade de 52 hab/km².